# Rotstirn-Blatthühnchen
Das Rotstirn-Blatthühnchen (Jacana jacana) ist eine Vogelart aus der Familie der Regenpfeifer (Charadriidae), die auf Trinidad, in Panama, Kolumbien, Venezuela, Guyana, Suriname, Französisch-Guayana, Ecuador, Peru, Bolivien, Brasilien, Paraguay, Uruguay und Argentinien vorkommt. Der Bestand wird von der IUCN als nicht gefährdet (Least Concern) eingeschätzt.

## Merkmale
Das Rotstirn-Blatthühnchen erreicht ein Körpergewicht der Männchen von 81 bis 118 g und der Weibchen von 129 bis 151 g bei einer Körperlänge von etwa 21 bis 25 cm und einer Flügellänge von 40 cm. Ein roter, zweilappiger Frontkamm und auffällige Kehllappen bildt einen Kontrast zum gelben Schnabel und dem schwarzen Kopf. Die Oberseite ist schwärzliches bis rötlich kastanienbraun. Die gelben bis blass grünlich-gelben Flugfedern mit dunkelbraunen bis schwarzen Spitzen werden nach hinten an den äußersten Rändern der äußersten Handdecken, an den großen Handdecken, am Alula breiter. Dabei hat es einen leuchtend gelbem Handwurzelsporn. Das Weibchen ist deutlich größer und schwerer als das Männchen und oft mit bläulicher Schattierung am oberen Rand des Kamms. Jungtiere ähneln sehr denen des Gelbstirn-Blatthühnchen, haben aber einen kleinen, zwei lappiges statt drei lappiges Frontschild und keine Kehllappen.

## Lautäußerungen
Die Lautäußerungen des Rotstirn-Blatthühnchens werden allgemein als sehr ähnlich zu denen des Gelbstirn-Blatthühnchens beschrieben. Es gibt am häufigsten laute tschek- oder Kak-Rufe von sich. Sechs verschiedene Kommunikationsarten wurden identifiziert. Dazu gehören Rufe vom Nahrungsort, um andere Vögel auf eine reichhaltige Beutequelle aufmerksam zu machen, Alarmrufe um andere Individuen auf mögliche Gefahren aufmerksam zu machen, Sammelrufe um Küken bei Gefahren zu sammeln, Rufe beim zufälligen Zusammentreffen von Revierinhabern, Rufe der Küken um erwachsene Vögel aufmerksam zu machen und Rufe, die insbesondere von den Weibchen nach der Paarung ausgestoßen werden.

## Fortpflanzung
Die Fortpflanzung des Rotstirn-Blatthühnchens findet in einigen Gebieten das ganze Jahr statt. Im Süden Brasiliens beschränkt sich aber z. B. die Brutsaison von September bis November. Dabei ist es poyandrisch. Das Weibchen verteidigt und brütet gemeinsam mit ein bis fünf benachbartes Männchen. Eine Studie in Panama zeigte, dass 75 % der Weibchen zwei und mehr Partner hatten. Die Anzahl der Partner variiert stark, je nach Umgebungsbedingungen und hängt von der Qualität und Größe des Habitats ab. Es hält sich dabei in Gebieten mit dichten, gemischten Arten von schwimmenden Vegetationsteppichen auf. Weibchen grenzen andere Weibchen energisch aus und helfen ihren Partnern, Eindringlinge zu vertreiben. Es wurden nur wenige Einzelheiten zum Brutverhalten berichtet. Es kommt jedoch zu einem Rollentausch der Geschlechter und man geht allgemein davon aus, dass die Art ähnliche Verhaltensmerkmale und eine ähnliche Ökologie wie das Gelbstirn-Blatthühnchen aufweist. Das Nest ist klein und oft teils untergetaucht und besteht aus einer Ansammlung von Stängeln und Wasserpflanzen. Ein Gelege besteht aus vier gelblich gelbbraunen Eiern mit dunklen Markierungen. Die Küken sind unten weiß und oben zimtfarben und braun gestreift. Das Männchen begleitet, bebrütet und verteidigt die Nestflüchlingen, die bei Gefahr fast vollständig untertauchen können, füttert diese jedoch nicht. Das Alter beim Flüggewerden und die Geschlechtsreife wird ähnlich wie beim Gelbstirn-Blatthühnchen vermutet. Das Männchen paart sich während der Brutzeit und in den ersten Wochen der Brutpflege nicht erneut. Das Weibchen legt Gelege und Ersatzgelege für andere Männchen, wobei zwischen den Gelegen nur acht Tage vergehen. Eine Studie aus Panama zeigte, dass das Männchen häufig Eier ausbrütet und sich um die Jungen kümmert, die nicht seine eigenen sind. 41 % der Bruten mit 17 % der Küken wurden in polyandrischen Assoziationen mit zwei Männchen und 74 % der Bruten mit 29 % der Küken, in denen das Weibchen mehr als zwei Partner hatte groß gezogen. Die Ergebnisse derselben Studie zeigten, dass der Wettbewerb um das Revier intensiv ist und viele Individuen beiderlei Geschlechts in bestimmten Jahr nicht brüten. Revierinhaber, egal ob Weibchen oder Männchen, sind größer, schwerer und reich verzierter als erwachsene Konkurrenten des gleichen Geschlechts. Außerdem haben größere und schwerere Weibchen mehr Partner als kleinere Weibchen. Nach der Vertreibung eines Weibchens aus ihrem Revier werden durch das Ersatzweibchen aus der Nähe häufig deren Küken getötet, insbesondere solche, die drei Wochen alt oder jünger sind. In Guyana brachten nur acht von zweiundfünfzig Nestern ein oder mehrere Junge durch.

## Verhalten und Ernährung
Das Rotstirn-Blatthühnchens ernährt sich vorwiegend von Insekten, sowohl von erwachsenen Tieren als auch von deren Larven, und andere Wirbellosen, darunter kleine Weichtiere, aber auch winzige Fische und Amphibien. Abgesehen von Samen und einigen Früchten wird das meiste Pflanzenmaterial versehentlich aufgenommen. Bei Untersuchungen auf einer Reisplantage in Guyana bestand die Nahrung jedoch zu 20 % aus Samen. Beutetiere werden von der Oberfläche schwimmender und von auftauchender Vegetation gesammelt oder von den Wurzeln schwimmender Pflanzen gepickt. Diese werden von den Vögeln umgedreht. Sie werden normalerweise während es unterwegs ist gesucht. Gelegentlich bedient es sich einer Beobachtungs- und Abwartestrategie bei der Futtersuche. Es frisst auch Zecken aus dem Fell von Capybaras. 80 % seiner Zeit verbringt es mit der Nahrungssuche.

## Verbreitung und Lebensraum

Verbreitungsgebiet (grün) des Rotstirn-Blatthühnchens

Das Rotstirn-Blatthühnchens bevorzugt dauerhaft und saisonal überflutete Süßwasserfeuchtgebiete mit schwimmender und schwimmend-emergenter Vegetation. Dabei sucht es auch in seichtem Wasser und in angrenzendem Acker- und Grasland nach Nahrung. In Guyana nistet es in Gräben, Kanälen und kleinen Teichen und ernährt sich regelmäßig von den angrenzenden Reisfeldern. Aus dem Süden Venezuelas sind Beobachtungen in Höhenlagen bis 930 Meter berichtet worden. In den Ostanden Kolumbiens gab es eine Sichtung in 3900 Meter Höhe.

## Migration
Das Rotstirn-Blatthühnchens ist größtenteils ein Standvogel. In der Trockenzeit kann er aber zum Strichvogel werden, da viele Feuchtgebiete in der Zeit austrocknen. Beobachtungen aus dem November 2004 und Januar 2006 in abgelegenen Gebieten in Nicaragua bestanden aus mehreren Individuen. Dies könnte eine Ausweitung des Verbreitungsgebiets bedeuten oder das die Populationen bisher einfach übersehen wurden. Es könnte aber auch bedeuten, dass man es als Zugvogel betrachten könnte.

## Unterarten
Es sind folgende Unterarten bekannt:
- Jacana jacana hypomelaena (Gray, GR, 1846)[3][A 1] kommt vom westlichen zentralen Panama bis ins nördliche Kolumbien vor. Die Unterart ist auf Ober- und Unterseite schwärzlich.[1]
- Jacana jacana melanopygia (Sclater, PL, 1857)[4] ist vom westlichen Kolumbien bis ins westliche Venezuela verbreitet.
- Jacana jacana intermedia (Sclater, PL, 1857)[5] kommt im nördlichen und zentralen Venezuela vor. Die Subspezies hat auf der Oberseite ein sattes Kastanienbraun und ist auf der Unterseite schwarz.[1]
- Jacana jacana jacana (Linnaeus, 1766)[6] kommt auf Trinidad, im südlichen Kolumbien und südlichen Venezuela über die Guyanas südlich bis ins östliche Bolivien, nördliche Argentinien und Uruguay vor.
- Jacana jacana scapularis Chapman, 1922[7] ist vom westlichen Ecuador bis ins nordwestliche Peru verbreitet.
- Jacana jacana peruviana Zimmer, JT, 1930[8] kommt im nordöstlichen Peru und nordwestliche Brasilien vor. Die Unterart ähnelt am meisten dem Gelbstirn-Blatthühnchen, da es weniger schwärzliche Färbung aufweist.[1]

Jacana spinosa dorsalis Brodkob, 1939 wird heute als Synonym zu Nominatform  betrachtet.

## Etymologie und Forschungsgeschichte
Die Erstbeschreibung des Rotstirn-Blatthühnchens erfolgte 1766 durch Carl von Linné unter dem wissenschaftlichen Namen Parra Jacana. Als Verbreitungsgebiet gab er Südamerika an. 1760 führte Mathurin-Jacques Brisson die neue Gattung Jacana ein. Gattungsname und Artname leiten sich aus der Tupi-Sprache von Yassānā  bzw. Yahānāfür einen aufgeregten bzw. lauten Vogel ab. Peruviana bezieht sich auf Peru. Hypomelaena ist ein Wortgebilde aus ὑπο hypo, deutsch ‚etwas, unter‘ und μελας, μελαινα melas, melaina, deutsch ‚schwarz‘, melanopygia aus μελας, μελαινα melas, melaina, deutsch ‚schwarz‘ und -πυγιος, πυγη -pugios, pugē, deutsch ‚-steißig, Steiß, Bürzel‘. Scapularis hat seinen Ursprung in lateinisch scapularis ‚Schulter‘, intermedia in lateinisch inter ‚zwischen‘ und lateinisch medius ‚Mitte‘ und dorsalis in lateinisch dorsalis, dorsum ‚rückig, Rücken‘. Alfred Laubmann hatte für sein Werk Die Vögel von Paraguay vier Bälge, gesammelt von Eugen Josef Robert Schuhmacher (1906–1973) und Hans Krieg (1888–1970) im Gran Chaco, zur Verfügung. In der Literatur fand er viele Nachweise für das Land, so z. B. am Río Pilcomayo durch Hans Hermann Carl Ludwig von Berlepsch und John Graham Kerr, in Waikthlatingmayalwa im Gran Chaco in Concepción durch Kerr, in Ytanu durch John James Dalgleish, in Ybytimi (Dorf nahe Paraguarí) durch Charles Chubb, Tayru, Pilar, Curuzú, in Palma Chica im Departamento Boquerón durch Claude Henry Baxter Grant, im Departamento Alto Paraná durch Arnaldo de Winkelried Bertoni, in der Colonia von Pedro Risso und in San José de los Arroyos im Departamento Caaguazú durch Tommaso Salvadori und Puerto Pinasco im Departamento Presidente Hayes durch Alexander Wetmore. Zusätzlich erwähnte Laubmann Aguapeazó del aguapeazó und Aguapeazó del blanco debaxo von Félix de Azara als Nachweis für die Art.